# Axel Gabriel Sjöström

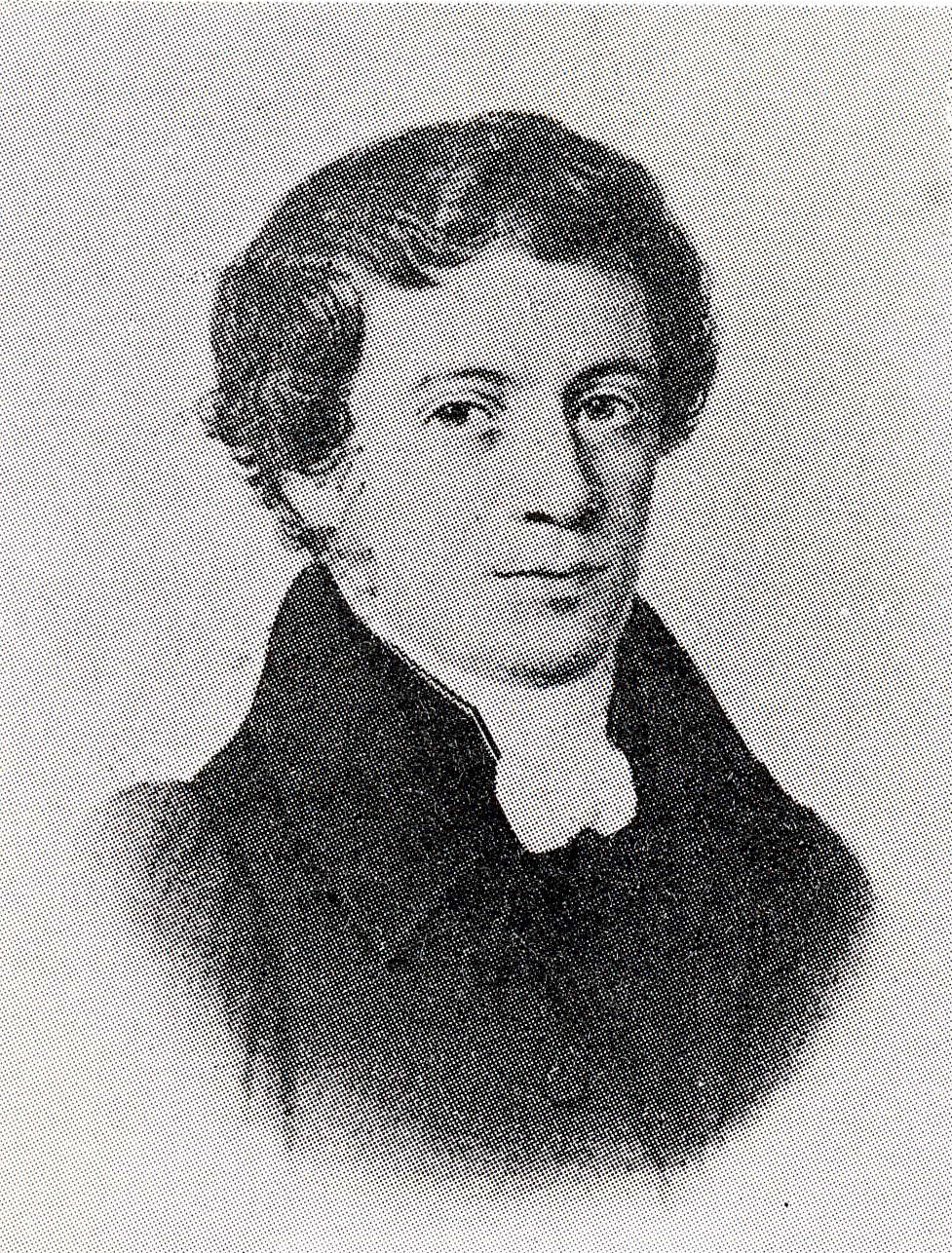
Axel Gabriel Sjöström.

Axel Gabriel Sjöström, född den 26 augusti 1794 i Janakkala, död den 11 december 1846 i Helsingfors, var en finländsk vitterhetsidkare och översättare.
Sjöström blev 1809 student, 1815 filosofie doktor, 1816 docent i grekiska samt 1826 adjunkt och 1833
professor i samma ämne. Han tillhörde en krets av unga vitterlekare vid Kejserliga Akademien i Åbo, vilka tagit de svenska fosforisterna till förebilder. Deras organ var till en början kalendern Aura (1817-1818). Där samt i Mnemosyne, Åbo tidning och Tidningar från Helsingfors offentliggjorde Sjöström sina poesier.
Hans diktning kan knappt gälla för mer än en svag efterbildning av de svenska nyromantikerna. Inte desto mindre åtnjöt Sjöström hos sin samtid stort rykte som skald. Hans största diktverk var Juliets uppvaknande och död (1825) och det av eftervärlden som smaklöst betraktade, men på sin tid uppseendeväckande poemet Taflor af vådelden i Åbo (1827).
Hans flesta akademiska avhandlingar är trogna, men tunga och ojämna översättningar från grekiska skalder. Man har av honom översättningar av Anakreon (1826), Theokritos (1830-1833), Homeros Odyssé (1835-1842), fem av Euripides tragedier (1842-1846) med flera verk.
Han utgav även en översättning av Goethes Hermann und Dorothea (1823). Han ägnades en monografi av Werner Söderhjelm, Axel Gabriel Sjöström och hans vittra värksamhet (i Skrifter utgifna af Svenska litteratursällskapet i Finland, 1895).

## Översättningar (urval)
- Anthologium epigrammatum Græcorum Græce et Svethice (Aboæ: Frenckell, 1821-1825) Länk till fulltext
- Johann Wolfgang von Goethe: Goethe's Herrman och Dorothea (Åbo, 1823)
- Anakreon: Anakreons sånger (Åbo, 1826)